# مارك إدواردز (موسيقي)
مارك إدواردز (بالإنجليزية: Marc Edwards)‏ هو موسيقي أمريكي، ولد في 23 يوليو 1949 في نيويورك في الولايات المتحدة.

## وصلات خارجية
- مارك إدواردز على موقع ميوزك برينز (الإنجليزية)
- مارك إدواردز على موقع ديسكوغز (الإنجليزية)
- مارك إدواردز على موقع ديسكوغز (الإنجليزية)